# District de Korso

Le district de Korso (en finnois : Korson suuralue) est un district de Vantaa, une des principales villes de l'agglomération d'Helsinki en Finlande.

## Description
Le district de Korso est situé le long de la Ligne d'Helsinki à Tampere, entre Tikkurila et Kerava.
Le district est bordé au sud par le district de Koivukylä, à l'ouest par la commune de Tuusula, au nord par la ville de Kerava et à l'est par la commune de Sipoo.
Le district de Korso est divisé en neuf quartiers:
| N° , | Nom        | Habitants (31.12.2020) | Superficie (km²) | Densité (1.1.2015) (h/km²) | Emplois (31.12.2013) |
| ---- | ---------- | ---------------------- | ---------------- | -------------------------- | -------------------- |
| 80   | Matari     | 2 321                  | 1,8              | 1 286                      | 225                  |
| 81   | Korso      | 7 403                  | 3,0              | 2 420                      | 1 187                |
| 82   | Mikkola    | 3 094                  | 0,9              | 3 644                      | 513                  |
| 83   | Metsola    | 6 111                  | 1,8              | 3 512                      | 962                  |
| 84   | Leppäkorpi | 2 480                  | 2,1              | 1 189                      | 160                  |
| 85   | Jokivarsi  | 1 356                  | 2,1              | 650                        | 159                  |
| 86   | Nikinmäki  | 4 216                  | 3,1              | 1 185                      | 379                  |
| 87   | Vierumäki  | 1 411                  | 1,6              | 872                        | 108                  |
| 88   | Vallinoja  | 1 644                  | 3,2              | 561                        | 153                  |
| 6    | Total      | 30 036                 | 19,5             | 1 531                      | 3 826                |

## Galerie

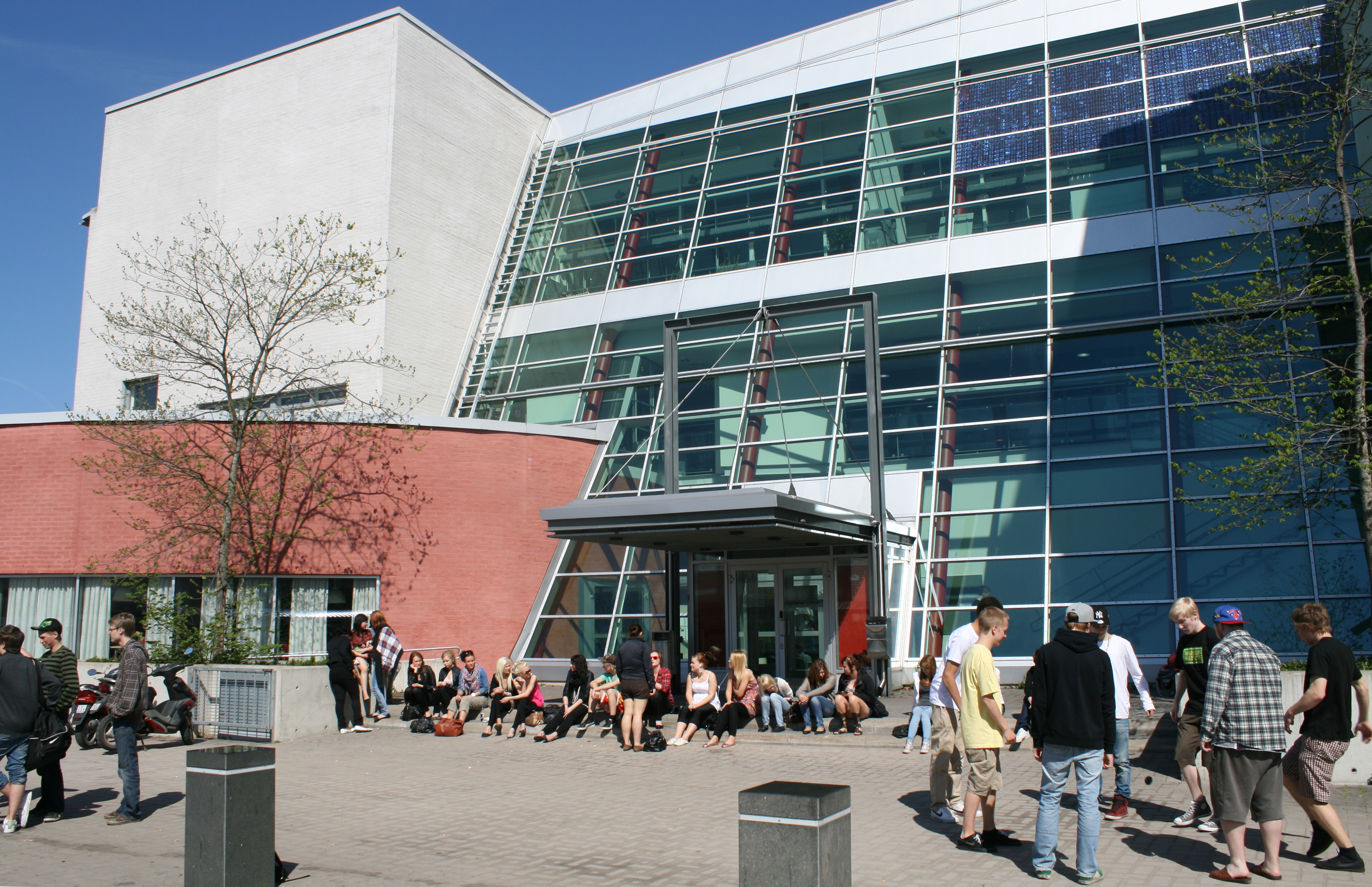
Lycée de Lumo.
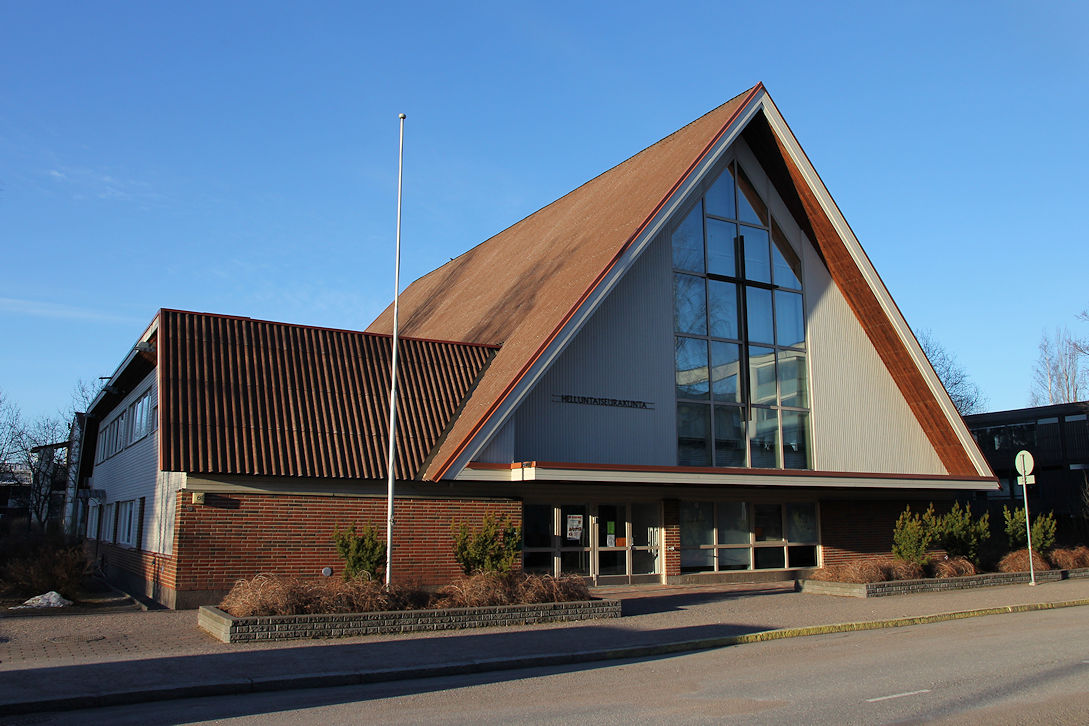
L'église de la congrégation pentecôtiste.
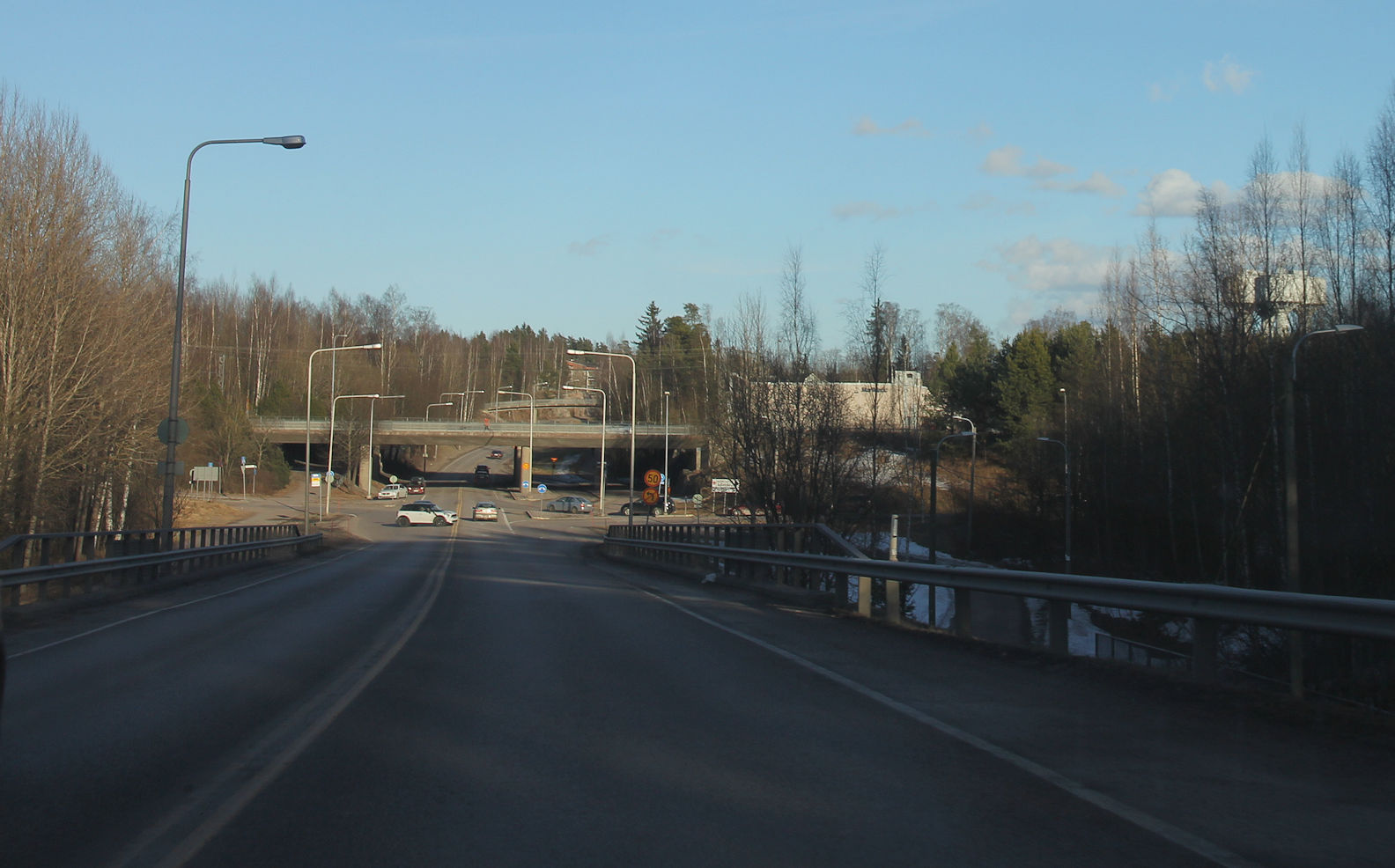
Seututie 152 à Korso.
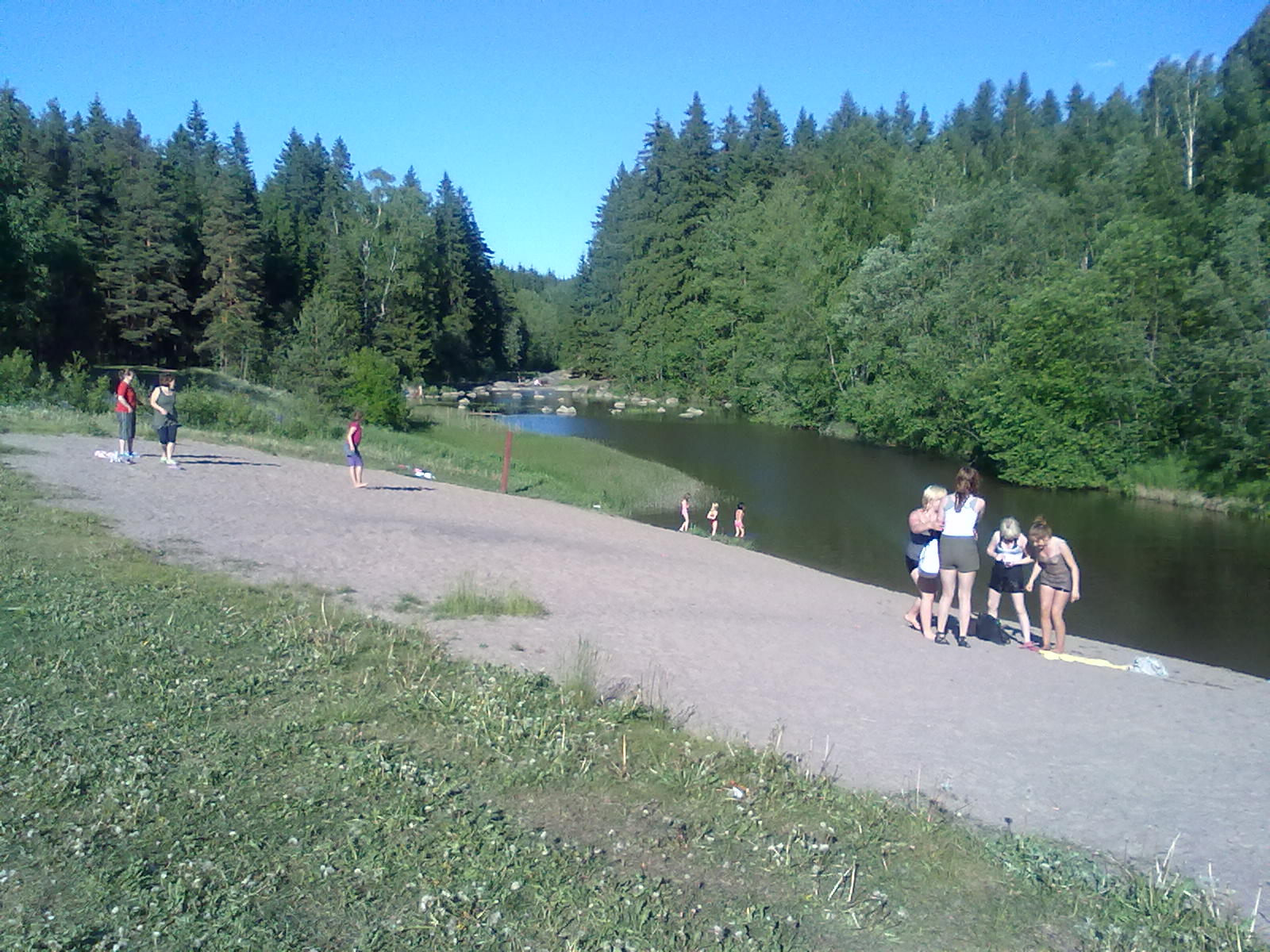
Plage de Matari.
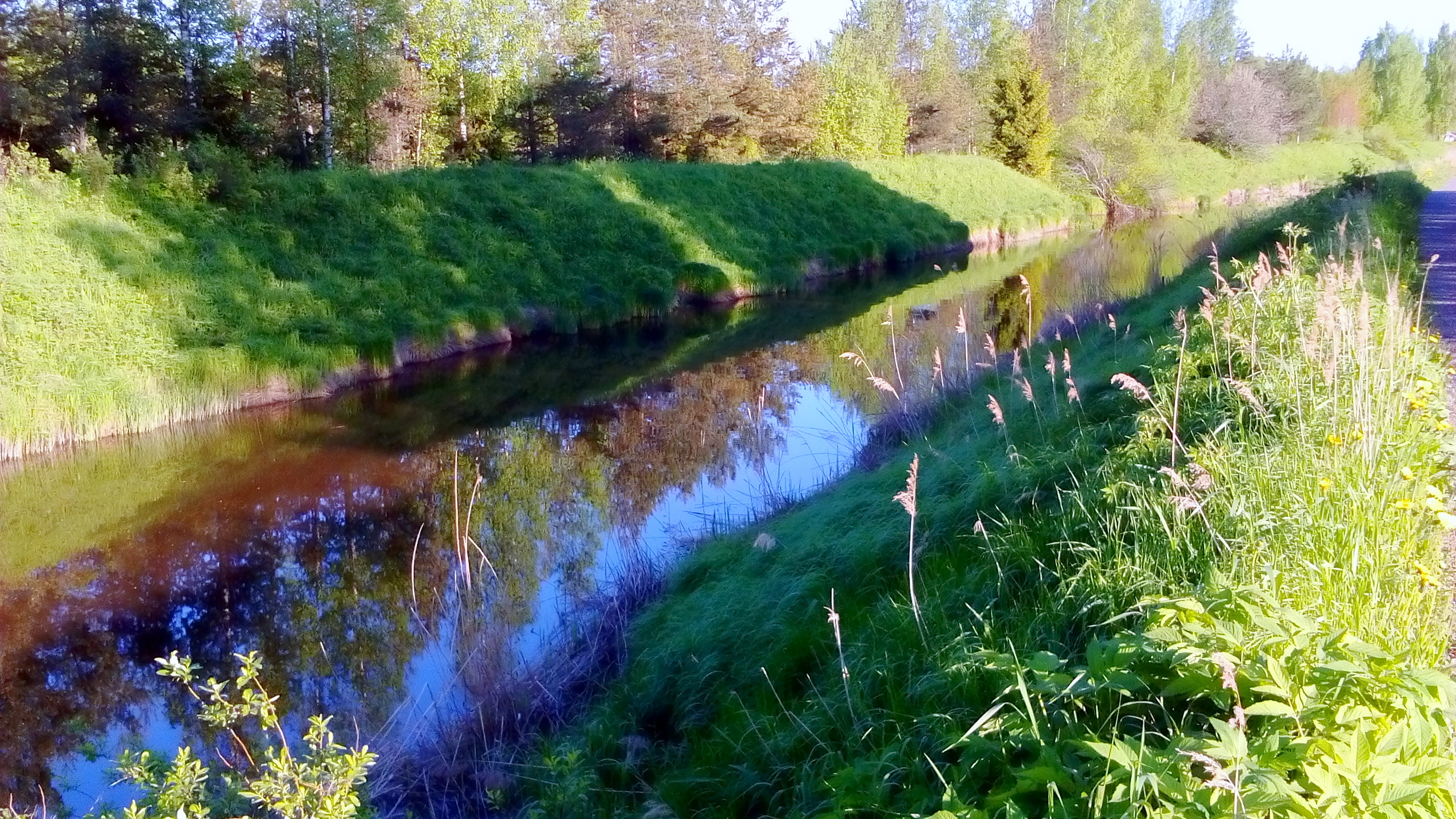
Bord de rivière.
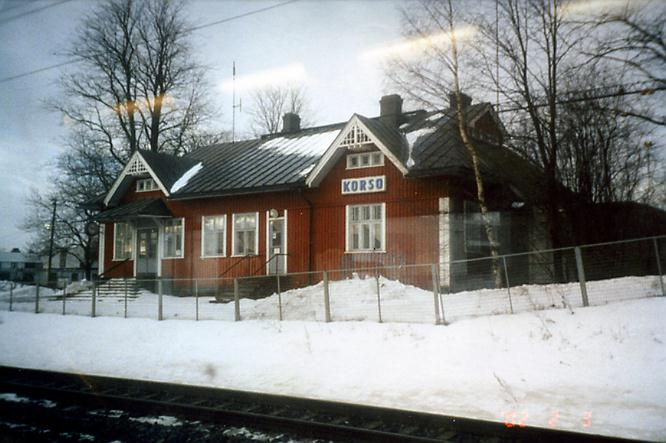
Ancienne gare de Korso.